# Condado de Petroleum
O Condado de Petroleum é um dos 56 condados do estado norte-americano de Montana. A sede de condado é Winnett, que é também a sua maior cidade. O condado tem uma área de 4336 km² (dos quais 52 km² estão cobertos por água), uma população de 493 habitantes, e uma densidade populacional de 0,11 hab/km² (segundo o censo nacional de 2000). O condado foi fundado em 1926 e o seu nome provém da produção de petróleo em Cat Creek, no território do condado.